# Altena, Nederländerna

Kommun Altena

Altena är en kommun i provinsen Noord-Brabant i Nederländerna. Kommunens totala area är 226,63 km² (där 26,02 km² är vatten) och invånarantalet är 55 257 invånare (30 september 2018).
Kommunen skapades den 1 januari 2019 av kommunerna Aalburg, Werkendam och Woudrichem.